# 宮古町
宮古町（みやこまち）は岩手県東閉伊郡・下閉伊郡にあった町。現在の宮古市中心部にあたる。
なお、宮古市は1941年に新設合併によって発足したもので、法的には宮古町とは別の自治体である。

## 地理
- 海：宮古湾、浄土ヶ浜
- 河川：閉伊川

## 歴史
- 1889年（明治22年）4月1日 - 町村制の施行により宮古村が単独で自治体を形成し、東閉伊郡宮古町が発足。
- 1897年（明治30年）4月1日 - 郡制の施行により下閉伊郡の所属となる。
- 1924年（大正13年）4月1日 - 鍬ヶ崎町と合併し、改めて宮古町が発足。
- 1941年（昭和16年）2月11日 - 磯鶏村・千徳村・山口村と合併して宮古市が発足。同日宮古町廃止。

## 交通

### 鉄道路線
- 鉄道省
  - 山田線
    - 宮古駅

現在は旧町域内に三陸鉄道北リアス線の山口団地駅が所在するが、当時は未開業。

### 道路
- 浜街道（東浜街道、現・国道45号）
- 宮古街道（閉伊街道、現・国道106号）